# سكرينة يندوانية
سكرينة يندوانية (الاسم العلمي: Saccharina yendoana) هي نوع من الطلائعيات تتبع جنس السكرينة من الفصيلة اللامينارية.